# Eva Bauche-Eppers
Eva Bauche-Eppers (geboren 1954) ist eine deutsche Schriftstellerin und Übersetzerin. Sie schreibt unter eigenem Namen Fantasy und unter dem Pseudonym Eva Christoff verfasste sie mehrere Folgen der Science-Fiction-Reihe Die Terranauten. 

## Leben
Als Jugendliche begann sie, für ihre Mutter Tolkiens Herrn der Ringe zu übersetzen, da eine deutsche Ausgabe zu der Zeit noch nicht erschienen war. Das Erscheinen der Terra Fantasy Taschenbücher und insbesondere die Romane von Andre Norton regten sie dazu an, selbst mit dem Schreiben von Fantasy-Geschichten zu beginnen.
Das Resultat war Wanderer unter dunklen Himmeln, eine Sammlung von vier Fantasy-Erzählungen, die 1981 bei Bastei erschien. Zuvor aber lud man sie ein, bei der neuen Heftserie Die Terranauten mitzuarbeiten, wo sie die einzige Frau im Autorenteam war und insgesamt sechs Romane beitrug.
Seither arbeitet sie hauptsächlich als Übersetzerin von SF und Fantasy. Zu den von ihr übersetzten Autoren gehören Tanith Lee (u. a. Red As Blood), Michael Moorcock (The Eternal Champion, The Phoenix in Obsidian und The Dragon In The Sword), Richard Kirk (Pseudonym von Robert Holdstock und Angus Wells für deren Raven-Zyklus) und Robert E. Howard (u. a. The Lost Race und Zukala's Hour), vor allem aber zahlreiche Übersetzungen der Werke von China Miéville, darunter 
The Scar (2002), 
Der eiserne Rat (2005), 
Perdido Street Station (2006), 
Un Lun Dun (2007), 
The City & The City (2009), 
Embassytown (2011) und 
Railsea (2012). 
Weiterhin übersetzte sie Werke von
Robert Jackson Bennett,
Jesse Bullington, 
Daniel Easterman, 
Robin Hobb, 
Michael Marano, 
Vonda N. McIntyre
Claire North, 
Richard J. Parker, 
Paul Robert Smith und
James Tiptree. 
2003 und 2016 wurde sie für die Übersetzung von Perdido Street Station bzw. Railsea mit dem Kurd-Laßwitz-Preis als beste Übersetzerin ausgezeichnet.
Eva Bauche-Eppers lebt und arbeitet in Bitburg.

## Bibliographie
- Harath. 1979. In: Magira Nr. 32 und 33.
- Wanderer unter dunklen Himmeln. Erzählungen. Bastei Lübbe Fantasy #20037, 1981, ISBN 3-404-20037-3. Neuausgabe: BookRix, München 2017, ISBN 978-3-7438-0777-8.

als Eva Christoff
- Das Kaiser-Komplott (Terranauten #3, 1979)
- Das PSI-Inferno (Terranauten #6, 1979)
- Die Kinder Yggdrasils (Terranauten #7, 1980)
- Invasion der toten Seelen (Terranauten #29, 1980)
- Blick in die Vergangenheit (Terranauten #30, 1980)
- Der Einsame von Ultima Thule (Terranauten #31, 1980)